# Bareggio
Bareggio település Olaszországban, Lombardia régióban, Milánó megyében. Lakosainak száma 17 213 fő (2023. január 1.). Bareggio Cisliano, Cusago, Pregnana Milanese, Cornaredo és Sedriano községekkel határos.

## Népesség
A település népességének változása:
| Lakosok száma | 17 464 | 17 364 | 17 304 | 17 213 |
|               | 2013   | 2017   | 2018   | 2023   |